# Société Anonyme, Inc.
La Société Anonyme, Inc. était un collectif artistique américain créée en avril 1920 par Katherine Dreier, Man Ray et Marcel Duchamp.

## Histoire  de la Société Anonyme, Inc.
Instituée en véritable société inscrite au registre du commerce, elle avait pour but d'organiser des performances (lectures de poèmes, concerts), des expositions d'art contemporain et de produire des publications. En 1926, le Brooklyn Museum accueillit l'International Exhibition of Modern Art organisée par la Société Anonyme Inc. Jusqu'en 1940, ce sont près de 80 expositions, principalement centrées autour de l'art abstrait qui verront le jour.
C'est Man Ray qui trouva le nom de l'organisation, en référence à l'appellation française « société anonyme » mais l'humour dadaïste de Duchamp n'est pas étranger à l'ajout du suffixe "Inc." pour incorporated, créant ainsi un syntagme pléonastique assurément ironique (translittéralement : « société anonyme S.A. »). Duchamp créa la marque du collectif, une sorte de tête d'antilope femelle stylisée.
Jusqu'en 1928, la Société Anonyme, Inc. possède un siège social dans le New Jersey. Après cette date, seule Katherine Dreier continuera l'aventure, organisant de nombreuses expositions et réunissant une collection d’œuvres contemporaines, laquelle fut offerte par donation en 1941 à la Yale University Art Gallery.
La Société Anonyme, Inc. fut officiellement dissoute le 30 avril 1950, jour du trentième anniversaire, lors d'un dîner au New Haven Lawn Club situé au cœur de l'université Yale. À cette occasion, Duchamp rédigea les trente-deux notices d'artistes du Catalogue de la collection de la Société Anonyme.

## Artistes promus
Selon William Clarke, Alexander Archipenko, Wassily Kandinsky, Paul Klee, Fernand Léger, Jacques Villon, et Louis Eilshemius connurent grâce à cette organisation leurs premières expositions solos aux États-Unis. Furent également promus les travaux de Piet Mondrian et Kurt Schwitters, alors peu connus.